# 雅罗斯拉夫卡 (日托米尔州)
49°47′48″N 29°9′54″E / 49.79667°N 29.16500°E
雅羅斯拉夫卡（烏克蘭語：Ярославка），是烏克蘭北部的村莊，隸屬日托米爾州的別爾季切夫區。該村始建於1605年，面積1.59平方公里，海拔高度232米，2001年人口269，人口密度每平方公里169.5人。